# Gęstwa drożdżowa

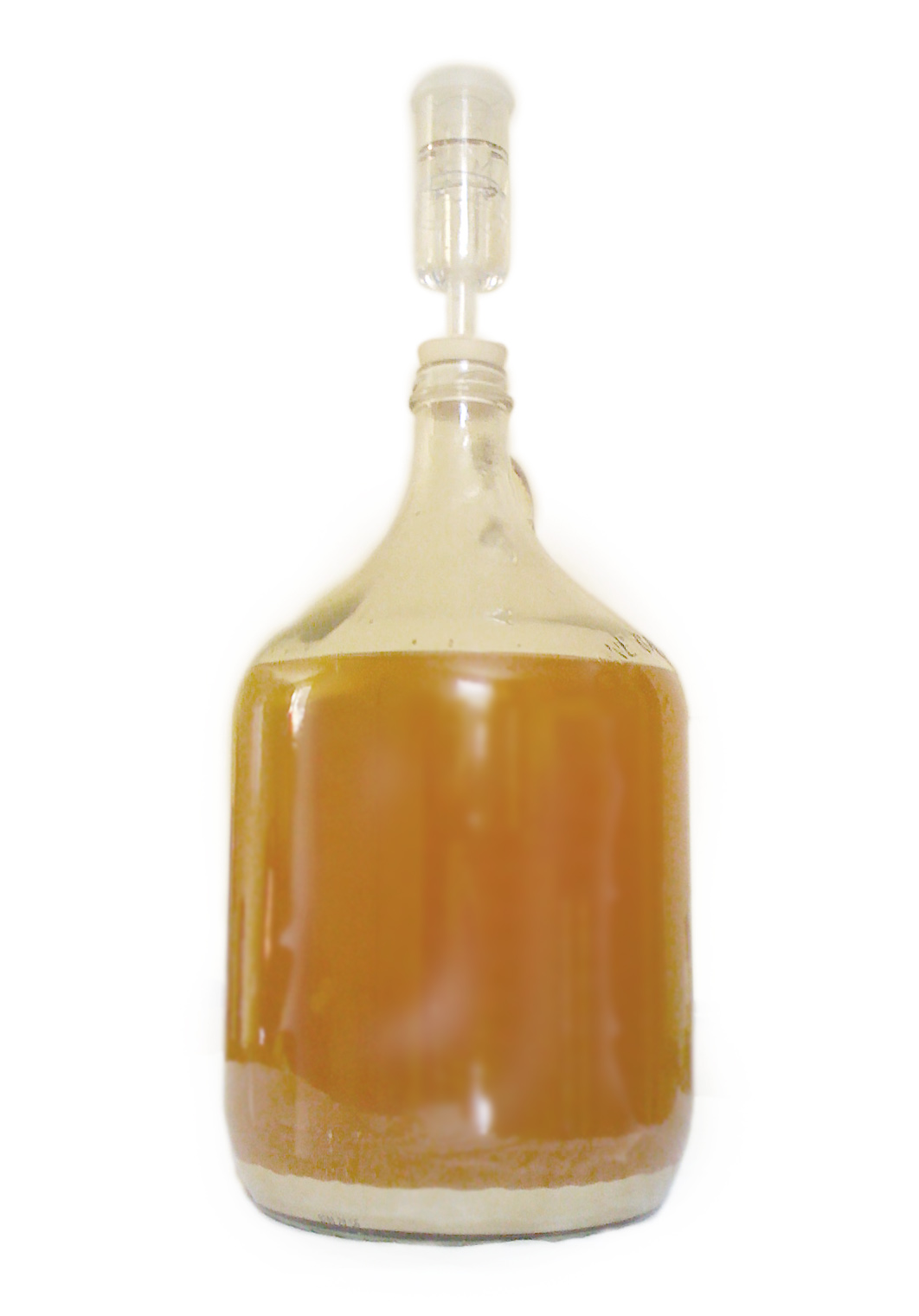
Zestaw do domowego warzenia piwa, na dole butli widoczna gęstwa

Gęstwa drożdżowa - półpłynna, brunatnoszara masa drożdżowa, która w trakcie fermentacji brzeczki osadza się na dnie lub w stożku fermentora (drożdże dolnej fermentacji) lub gromadzi się na powierzchni brzeczki (drożdże górnej fermentacji). Gęstwa ta jest zbierana w celu wykorzystania jej ponownie i nastawienia kolejnej fermentacji. Gęstwa, która nie nadaje się do kolejnej fermentacji jest odpadem w procesie produkcji piwa.
Gęstwa drożdżowa może być również namnożona w propagatorach w procesie propagacji i jako starter zadana w przepływie do brzeczki nastawnej.